# Ameenapur
Ameenapur es una ciudad censal situada en el distrito de Sangareddy en el estado de Telangana (India). Su población es de 36452habitantes (2011). 

## Demografía
Según el censo de 2011 la población de Ameenapur era de 36452 habitantes, de los cuales 18737 eran hombres y 17715 eran mujeres. Ameenapur tiene una tasa media de alfabetización del 80,91%, superior a la media estatal del 67,02%: la alfabetización masculina es del 86,14%, y la alfabetización femenina del 75,46%.